# Tatsiana Kukhta
Tatsiana Kukhta, född 13 juni 1990, är en vitrysk roddare.
Kukhta tävlade för Vitryssland vid olympiska sommarspelen 2016 i Rio de Janeiro, där hon tillsammans med Julija Bitjyk slutade på 8:e plats i dubbelsculler.